# San Antonio (Michoacán)
San Antonio es una localidad del estado mexicano de Michoacán. Es parte del municipio de Morelia.

## Toponimia
El nombre «San Antonio» hace referencia al santo patrono de la localidad: Antonio de Padua.

## Demografía
| Censo | Población |
| ----- | --------- |
| 2010  | 3890      |
| 2020  | 3712      |